# Mordellistena louisianae
Mordellistena louisianae är en skalbaggsart som beskrevs av Khalaf 1971. Mordellistena louisianae ingår i släktet Mordellistena och familjen tornbaggar. Inga underarter finns listade i Catalogue of Life.